# Tapes (djur)
Tapes är ett släkte av musslor som beskrevs av Megerle von Mühlfeld 1811. Tapes ingår i familjen venusmusslor.
Kladogram enligt Catalogue of Life och Dyntaxa:
| Tapes | \| \| Tapes pullastra \| \| \| \| \| \| Tapes rhomboides \| \| \| \| |
|       | \| \| Tapes pullastra \| \| \| \| \| \| Tapes rhomboides \| \| \| \| |
|       | Tapes pullastra                                                      |
|       |                                                                      |
|       | Tapes rhomboides                                                     |
|       |                                                                      |